# Steve Cohen
Stephen Ira Cohen, detto Steve (Memphis, 24 maggio 1949), è un politico statunitense, membro della Camera dei Rappresentanti per lo stato del Tennessee dal 2007.

## Biografia
Nato a Memphis, Cohen studiò alla Vanderbilt e si laureò in legge all'Università di Memphis, per poi intraprendere la professione di avvocato.
Contemporaneamente entrò in politica con il Partito Democratico e dopo essere stato eletto vicepresidente della Tennessee Constitutional Convention, nel 1978 divenne commissario della contea di Shelby. Nel 1982 venne eletto all'interno della legislatura statale del Tennessee, più precisamente nel Senato di stato, dove rimase per i successivi ventiquattro anni. Nel 1994 si candidò alla carica di governatore del Tennessee, ma venne sconfitto nelle primarie da Phil Bredesen, che venne poi sconfitto a sua volta dal repubblicano Don Sundquist.
Nel 1996 si candidò alla Camera dei Rappresentanti per il seggio lasciato dal compagno di partito Harold Ford Sr., ma nelle primarie venne sconfitto da Harold Ford Jr., il figlio del deputato uscente. Dieci anni dopo, quando anche Ford Jr. lasciò il seggio, Cohen si candidò nuovamente e questa volta riuscì a farsi eleggere deputato sconfiggendo tra gli altri anche Jake Ford, fratello del deputato uscente presentatosi alle elezioni come indipendente. Negli anni successivi Cohen fu sempre riconfermato dagli elettori, che nel suo distretto congressuale sono soprattutto afroamericani.
A livello ideologico, Cohen è un democratico liberale e fa parte del Congressional Progressive Caucus.